# Masca abactalis
Masca abactalis är en fjärilsart som beskrevs av Walker 1858. Masca abactalis ingår i släktet Masca och familjen nattflyn. Inga underarter finns listade i Catalogue of Life.